# The Kitchen Germany
Die The Kitchen Germany GmbH  ist ein Produktionsunternehmen für die Synchronisation von Filmen und Fernsehserien mit dem Hauptsitz in Karlsruhe.

## Geschichte
Das Unternehmen wurde 2017 in Karlsruhe gegründet. The Kitchen Germany gehört zu der Kette The Kitchen, die ihren Hauptsitz in Miami hat und Standorte in mindestens elf Ländern besitzt. Aktueller Geschäftsführer ist Andreas Köhler, wobei er in der Leitung der Firma von seiner Frau Tina Wieland unterstützt wird. The Kitchen Germany hat mindestens über 79 Synchronisationen von Filmen und Serien übernommen.

## Produktionen (Auswahl)

### Filme
- Bring Me Home
- King Kongs Sohn
- The Lodgers – Zum Leben verdammt
- Pandemie
- The Pool

### Fernsehserien
- The Head
- Reich und Schön (ab Folge 7800)
- Supa Strikas